# Harsleben
Harsleben település Németországban, azon belül Szász-Anhalt tartományban. Lakosainak száma 2186 fő (2023. december 31.).

## Szomszédos községek
- Halberstadt (észak, nyugat)
- Wegeleben (kelet)
- Quedlinburg (dél)
- Thale (délnyugat)

## Népesség
A település népességének változása:
| Lakosok száma | 2135 | 2149 | 2137 | 2169 | 2186 |
|               | 2017 | 2019 | 2021 | 2022 | 2023 |